# Saint-Étienne-de-Chomeil
Saint-Étienne-de-Chomeil ist eine französische Gemeinde mit 252 Einwohnern (Stand: 1. Januar 2022) im Département Cantal in der Region Auvergne-Rhône-Alpes. Sie gehört zum Kanton Riom-ès-Montagnes und zum Arrondissement Mauriac. Die Einwohner werden Stéphanois genannt.

## Lage
Saint-Étienne-de-Chomeil liegt etwa 40 Kilometer nordnordöstlich von Aurillac.
Nachbargemeinden sind Champs-sur-Tarentaine-Marchal im Norden und Nordwesten, Trémouille im Osten und Nordosten, Saint-Amandin im Osten, Riom-ès-Montagnes im Süden und Osten, Menet im Süden und Südwesten, La Monselie im Südwesten sowie Antignac im Westen und Nordwesten.

## Bevölkerungsentwicklung
| Jahr                       | 1962 | 1968 | 1975 | 1982 | 1990 | 1999 | 2006 | 2011 | 2016 |
| -------------------------- | ---- | ---- | ---- | ---- | ---- | ---- | ---- | ---- | ---- |
| Einwohner                  | 620  | 505  | 442  | 378  | 310  | 259  | 225  | 209  | 215  |
| Quellen: Cassini und INSEE |      |      |      |      |      |      |      |      |      |

## Sehenswürdigkeiten
- Kirche Saint-Étienne-et-Saint-Clair, seit 1993 Monument historique
- Schloss Saint-Étienne aus dem 14. Jahrhundert

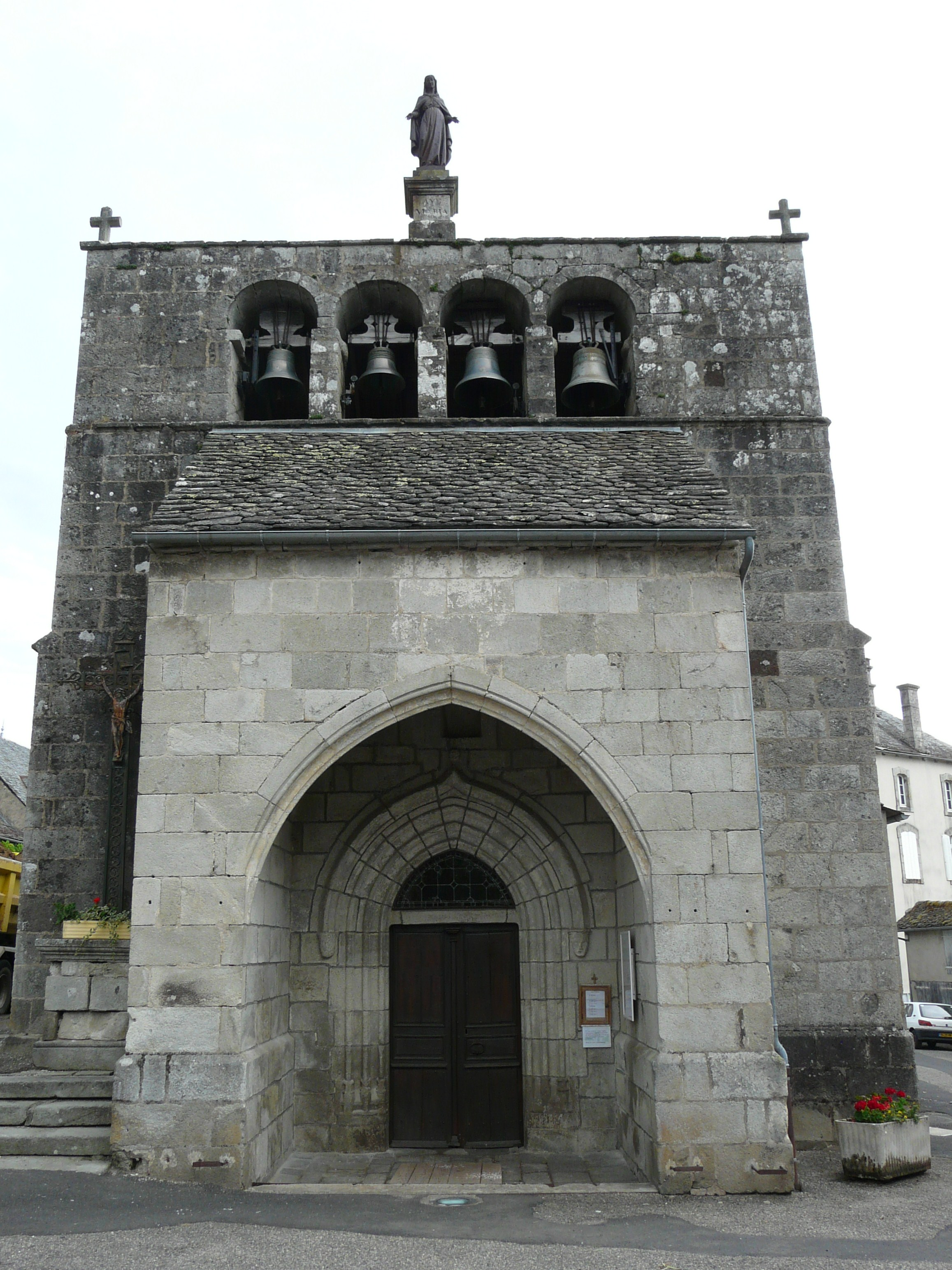
Kirche Saint-Étienne-et-Saint-Clair
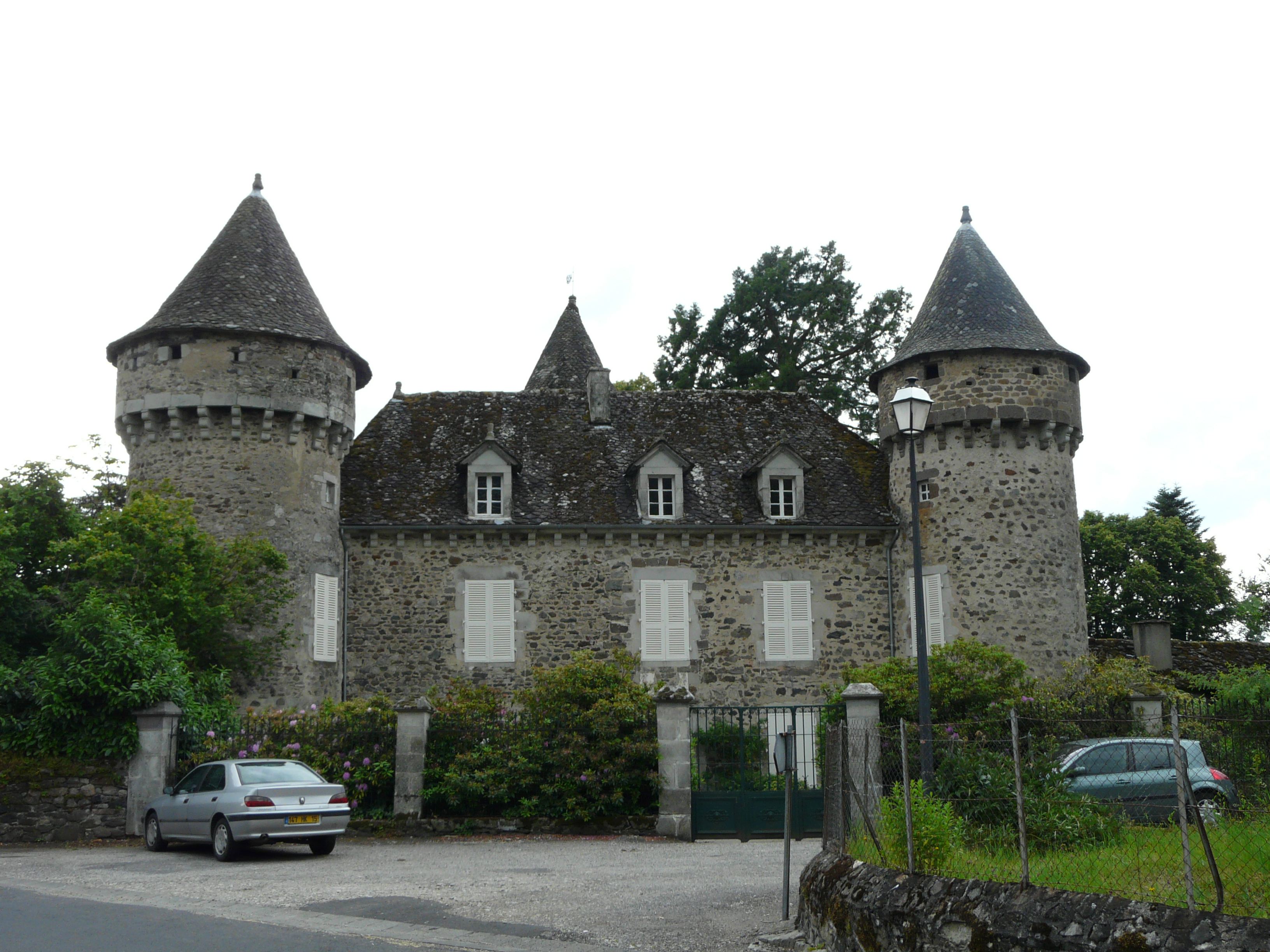
Schloss Saint-Étienne